# 愉園體育會
愉園體育會（簡稱愉園，別稱快活谷；英文：Happy Valley Athletic Association）是香港一間具半地區性質的體育會，屬下有足球部、籃球部、游泳部、拯溺部、乒乓部、田徑部及興趣班，以其足球隊最為知名。愉園足球隊是香港傳統勁旅，60多年來6奪香港頂級聯賽冠軍及2次香港足總盃，在各頂級賽事奪冠次數累計15次。

## 球會歷史

### 創會早期 （1950年–1970年）
愉園於第二次世界大戰後初期，由5名曾經在僑光中學就讀的校友創立，分別為吳啟智、張炳發、張炳雄、謝觀揚和葉榮添，也是其早期的主力成員；當時所謂的「會址」為吳啟智的住所，起初只是參加一些小型足球比賽。
1950年，愉園正式進行社團登記，於1955年起參加由華足聯主辦的夏令盃足球賽。1957年，愉園加入香港丙組足球聯賽，於兩年內獲得丙組冠軍、乙組冠軍，並且升上香港甲組足球聯賽。升上甲組的首個球季，在有外號「花拳繡腿」的朱永強帶動下，領導一班新秀球員（包括當時年僅16歲之神童黃文偉），獲得聯賽亞軍。1965年，愉園首次奪得甲組聯賽冠軍。
1966年5月，愉園接受了柬埔寨邀請，到訪金邊參與兩場比賽，也是愉園首次外訪作賽。根據1966年5月14日《大公報》報道，黃炳佳在愉園離開香港當日感嘆：「愉園成立已經有多年歷史，這回總算首次看到旗下征人坐飛機離開鯉魚門，亦一快事也」；報道又指，是次愉園遠征的制服為「藍色西裝，配上一條淡色領呔，西裝外袋別有該會會徽，配色醒目和諧。球員個個精神愉快，穿上悅目服裝，更覺儀容大方」。是次南下球員，也包括了球壇名宿黃文偉和羅國泰。
1967年六七暴動期間，愉園一度退出香港甲組足球聯賽。在六七暴動結束後，愉園於1968年重新加入香港丙組足球聯賽，召集盧德權、陳中等舊將，並羅致流浪新星鍾楚維，成功實現三年計劃，於1970年重返甲組作賽。

### 奪冠時期 （1970年–2007年）
1970年代至1980年代，愉園雖然排名在甲組聯賽前列位置，但是始終屈居於精工及南華後，無法染指聯賽冠軍，直至1988–89年香港甲組足球聯賽，愉園壓倒南華奪取自1965年以來首次聯賽冠軍。隨著1990年代東方王朝的崛起及快譯通等商業球隊的加入，愉園只能夠保持在中游位置。
直到1990年代末期，東方改組為青春班後最終降班，商業球隊等相繼退出聯賽的前提下，官永義入主愉園後羅致多名強將組成一支實力很強的爭標隊伍，包括射手巴古沙、湯美、門將加夫利、後衛卡根洛夫等外援，華將亦有多名香港代表隊成員包括蔣世豪、羅繼華、李偉文、范俊業、潘耀焯、郭裕洪等，在這段時期與南華和快譯通形成三強份子，其中在1998-1999球季擊敗南華贏得近十年首個聯賽冠軍，又在2000-2001球季壓過快譯通重奪聯賽錦標。
隨著2001年商業大軍快譯通退出，南華亦於2003年改組為全華班後，港甲頓成冰河時期，沒有大轉變的愉園與前好易通班底組成的晨曦成為聯賽兩強。期間，愉園再在2002-2003和2005-2006球季兩度奪得聯賽冠軍，知名外援包括馬斯奧、甄馬田和湯美等。2005-2006球季，愉園藉巴西籍外援射手奧利韋拉以神射手身份帶領愉園贏得他們第6個頂級聯賽錦標。然而，在南華按例需降班後，羅傑承入主南華，使得港甲冰河時期於2006年結束，加上後來傑志和東方的崛起，沒有多大轉變的愉園逐漸失去壟斷地位。

### 沉淪時期 （2008年–2016年）

#### 首次拖欠薪金和首宗假球案
2009–10年香港甲組足球聯賽賽季，主席貝鈞奇宣布將足球隊外判予香港科化足球學校總監鄺曉明，由後者擔任總監，足球隊班費大幅度減省至300萬港元，改組為青春班，原有球員當中，只是留用國援凌琮和崔琳與外援前鋒高梵三人。於2010年1月，愉園因為涉及拖欠薪金，部分球員缺席操練，並且向球會主席貝鈞奇求助，前鋒余浩邦更因此離隊。
2010年5月5日，廉政公署宣布偵破國援球員假球案，拘捕5名國援球員，其中4人凌琮、吳昊鹏、于洋和牛景龍為現役或前愉園成員，而于洋更於翌日被正式落案起訴，最終在法庭上承認行賄罪名，供稱受到贊助商指示，企圖收買對手球員，最終被判囚10個月。正值成立60周年紀念的愉園，最終護級失敗，創會以來首次降級。

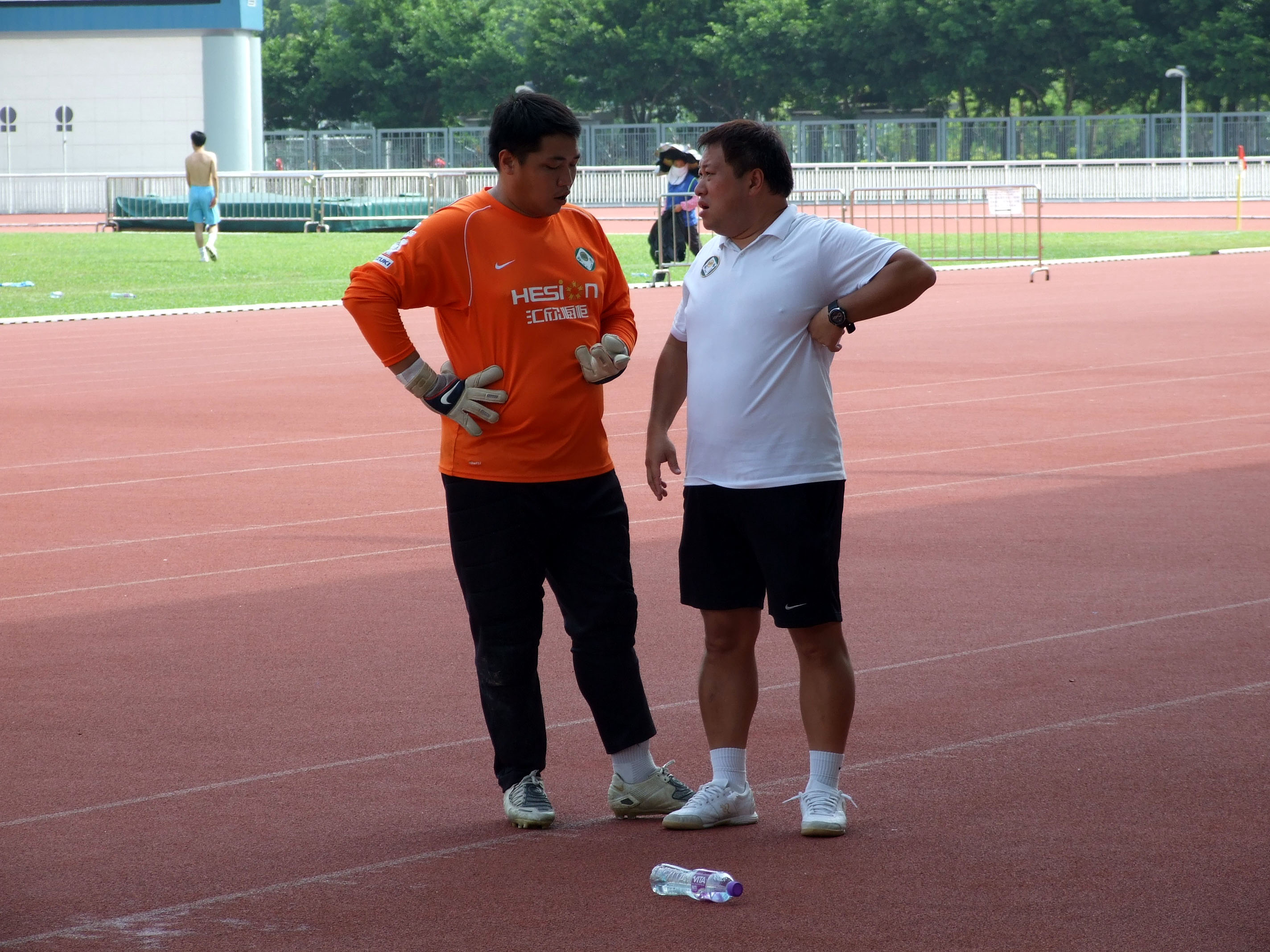
鄺曉明及張偉康

愉園降落香港乙組足球聯賽後，成功保留門將張偉康、李樹燊、盧加路、友友和施斯等舊將，及羅致了蘇尚貴、潘穎安、阮健文、蘇康城等多名前甲組球員加盟，並且向格魯吉亞足球總會繼續借用基奧加與加達兩名年青外援，在乙組首季以第5名結束。次季，2011–12年度球季，愉園以第6名結束。
於2012–2013年度球季，愉園羅致樊偉軍和劉嘉城兩名前甲組球員，配合張偉康、蘇尚貴、李樹燊、李圳業和蘇康城等原有球員角逐聯賽，最終獲得亞軍，闊別三年後成功重返甲組。

#### 第二度捲入假球案和季中停賽
升上甲組後，愉園保留陣中大部分升班功臣，並重金羅致保素域斯、沙沙麥斯、亞巴沙姆等多名外援加盟。總監鄺曉明表示球隊可以於2013–2014年甲組球季挑戰中游位置。然而愉園於該季的開季成績未如理想，只曾於聯賽迫和天行元朗，取得重返甲組後的第1分，愉園會方有見及此，決定將球隊的阿根廷籍主教練沙治奧調任技術總監，改由前甲組聯賽神射手科士打擔任主教練，並從屯門借入前港隊成員巢鵬飛。惟這些行動對球隊的戰績毫無幫助，球隊屢戰屢敗。科士打更在12月因不滿贊助商干預戰術部署而辭去主教練職務，總監鄺曉明也在同月以與贊助商出現分歧為由宣佈離隊，球隊頓時陷入群龍無首狀態，整個12月深受負面新聞困擾。其中於12月21日，愉園於主場大敗 1–5 予傑志的聯賽中，陣中球員出現內訌，令球迷揣測出現疑似假波醜聞。
2014年1月5日，愉園以 0–5 大敗給日之泉JC晨曦。賽後，廉政公署人員闖入青衣運動場更衣室，將愉園全隊球員及部份職員帶走調查。其後，廉政公署以涉嫌打假波正式拘捕愉園六名球員，包括：巢鵬飛、劉嘉城、賓曹、保素域斯、沙沙麥斯、助教兼球員樊偉軍，行政主任梁倬軒及一名贊助商代表。而足總於1月8日發表聲明，表示會安排早前為調查屯門疑似假波事件而成立的專責委員會同時審查愉園繼續參與該季餘下賽事的可行性（管治方面及財務狀況），並決定即時延遲愉園的賽事一個月，直至專責委員會發表調查結果為止。經過一個月時間的調查，專責委員會宣佈愉園無法提供充分證據以證明他們在財政能力上的穩健性，能達致一間甲組球會的應有水平，因此根據香港足球總會條例，暫停所有有關愉園在2013年－14年度球季的餘下賽事，但上述安排不包括預備組及青少年組別賽事。
判決公佈後，愉園主席貝鈞奇隨即表示會就足總未有公佈理據下，便以未能充分證明財政穩健性為由取消參賽資格一事，去信亞洲足協投訴足總處事不公，並計劃向國際體育仲裁法庭提出上訴。但其後愉園在大部分職球員，包括涉案的巢鵬飛和樊偉軍均宣佈離隊他投下，該球季就此不了了之。

### 重組時期 （2016年-2019年）
2015年1月20日，愉園於社交網站公佈教練團重組，由潘文迪擔任主教練，范俊業擔任助教及門將教練至季尾。
2015–16年香港乙組聯賽，愉園護級失敗，於2016–2017球季降至丙組。2016年夏季，愉園於連降兩級後重組球隊，吸納分別來自東昇及車路士足球學校（香港）的楊立威、何直軒、葛浚浠、朱偉鈞等年青球員加入，同時重辦U18梯隊，為球隊注入活力。
2017-2018球季，愉園宣布成立女子足球隊，並於創隊首季榮獲女子聯賽亞軍及女子足總盃冠軍。同季男子隊則以19勝6和1負戰績升上翌季甲組。
2018–2019球季，愉園力求升上港超簽入三名外援，包括中堅摩域治、中場馬希卡歷、前鋒安度美斯。有經驗華人球員包括前港腳李志豪、鄭禮騫、守門員鍾偉豪、中場黃榮傑、中鋒陳立明。多名年青球員更以全職身份簽約，包括後衛張俊軒、黃浩然、蕭志豪、中場廖億誠、翼鋒潘沛軒、前鋒楊子杰、黃智康等，務求升上港超聯。
2019年1月26日，愉園體育會足球部主席陳志實曾經表示，愉園多年風格一向「實而不華」，如果升上港超聯會「應使則使」，「我們又不是富力，預計會是一支中上游球隊的班費，投放更多資源，給予青年球員機會。」2019年5月4日，愉園藉着港甲第2位的港會失分，提前宣布奪得香港甲組聯賽冠軍，獲得升上港超聯的資格。

### 首戰超聯 （2019年-2021年）
2019-2020球季, 足球隊從體育會分拆，轉由商人陳志實注資開設的愉園足球俱樂部有限公司管理，自此跟體育會無從屬關係。
2019年7月15日開操。邀請愉園名宿鍾楚維及梁能仁，足總主席貝鈞奇切燒豬拜神。升上超聯後，球會班主陳志實將會投資1,200萬元班費，算是中小型班的水平。球會除了放走安度美斯外，其他兩位外援摩域治和馬希卡歷皆留用，亦羅致加維蘭、艾度古斯、盧斯安奴等新外援。此外，亦邀請港超友會的本地球員加盟，包括門將屠俊翹及中場林毅東等，增強實力。以斧山道運動場為主場。
愉園在作客對陣流浪時，憑加維蘭一箭定江山，以1:0擊敗對手，取得球會港超聯史上首場勝仗。
因新冠肺炎疫情原因，有四間港超球會退出該屆港超聯，最後愉園以第六名完成聯赛。

#### 逾期欠交保險費
2020-2021球季，簽入四名外援加強實力，防中查理史葛、攻中米基爾、前鋒羅拔奥度、前鋒艾迪比帝。今季改以深水埗運動場為主場。
2021年初，愉園和飛馬逾期未交賽事保險費，原本足總紀律委員會判處兩隊在補回保費後需禁賽七天，後來愉園和飛馬上訴成功。
2020-2021球季的菁英盃，四強賽事原已宣告取消，足總董事局在3月5日的會議上決定這場賽事要補賽，因四強對手理文不接受補賽，愉園得以自動進身決賽，但最終不敵東方龍獅。另一方面，愉園於2020–21年香港超級聯賽以第八名完成。

### 申請自降甲組 (2021年至今)

#### 第二次拖欠薪金事件
2021-2022球季、因為足球部找不到巨額贊助、經體育會商討後、2021年7月1日向外公佈來季不參與港超聯、自降甲組、所有球員不獲續約、變為自由身球員。中堅盧斯安奴及左翼簡嘉亨轉投南區、中堅葉卓文轉投晉峰。龍門屠俊翹轉投港會。余在言、楊迪麟、陳潤潼及林衍廷加盟流浪。
2021年7月12日，20多名愉園職球員召開記招，公開要求球會解決欠薪問題。一眾愉園職、球員公開要求球會立即支薪。球員林毅東透露，全隊包括32名球員、5名教練及5名職員，自2021年2月後發出部分遲出的薪酬後，球會已再沒有出糧。外援欠薪已有3至4個月、自己和另外2位較年長球員已7個月、其餘年輕球員更已被拖糧9個月，合共金額約550萬港元，這還未計算獎金。此外，積金局亦已來信，指僱主愉園由2020年12月開始，至今年5月都沒有為球員供強積金。
2021年7月，前外援盧斯安奴及米基爾就事件告上國際足協，經審理後敕令愉園須發還欠款，但該會未有遵從。國際足協於2022年2月再去信香港足總，要求愉園於2022年3月前發還欠薪，惟該會仍未支付欠薪，終頒令由2022年3月開始未來三個轉會窗，禁止愉園買入及註冊新球員。

。

#### 第三度捲入假球案
2023年5月，香港廉政公署拘捕二十三人涉及打假球，其中愉園有一名趙覺超教練及多名足球員涉案。包括雷文迪、霍斌仁、黎厚希、程文俊、彭超然、陳浩峰等球員、高達十一名主力球員踢假球、震驚球圈、足總主席貝鈞奇先生說要斬草除根、絕不姑息涉及踢假球教練及球員。
2023年8月，傳媒報道愉園沒有報名參加2023/24年度聯賽。

### 足球俱樂部有限公司清盤
由於公司未有支付球員薪金，前英格蘭外援球員查理·史葛於2023年9月向香港高等法院提出清盤呈請，高院於同年12月6日頒令公司清盤。會長貝鈞奇指，清盤事件對體育會沒有影響，足球隊可由體育會或另一公司營運，但尋找新經營者或會有難度。

## 球會文化
愉園的誕生為因為幾名創辦人對足球的熱誠，並以愛國主義作為足球隊的理念。惟其5位創辦人的母校為僑光中學，足球隊後來的資金來源又是來自中資企業，故此愉園被為公認的左派。「亞洲第一中鋒」鍾楚維坦言效力於愉園的12年間，曾經被派遣在廣州學習毛澤東的愛國主義，更曾經在球會的安排下，與左派企業高層午膳，而當時足球隊的支持者亦多為左派人士。中華人民共和國退出國際足協後，愉園更成為首支訪問北京及上海的香港足球隊。
2018年7月，官方重組官方球迷會，為2019-2020年港超球季準備。

## 足球部榮譽
| 榮譽                  | 次數        | 年度                                                                         |
| 本 土 聯 賽           | 本 土 聯 賽 | 本 土 聯 賽                                                                  |
| --------------------- | ----------- | ---------------------------------------------------------------------------- |
| 甲組聯賽（舊制） 冠軍 | 6           | 1964-1965年、1988-1989年、1998-1999年、2000-2001年、2002-2003年、2005-2006年 |
| 甲組聯賽（新制） 冠軍 | 1           | 2018-2019年                                                                  |
| 乙組聯賽（舊制） 冠軍 | 2           | 1958-1959年、1969-1970年                                                     |
| 乙組聯賽（新制） 冠軍 | 1           | 2017-2018年                                                                  |
| 丙組聯賽（舊制） 冠軍 | 2           | 1957-1958年、1968-1969年                                                     |
| 丙組聯賽（新制） 冠軍 | 1           | 2016-2017年                                                                  |
| 本 土 盃 賽           |             |                                                                              |
| 高級組銀牌 冠軍       | 5           | 1977-1978年、1982-1983年、1989-1990年、1997-1998年、2003-2004年              |
| 足總盃 冠軍           | 2           | 1999-2000年、2003-2004年                                                     |
| 聯賽盃 冠軍           | 1           | 2000-2001年                                                                  |
| 足總盃初級組 冠軍     | 1           | 2018-2019年                                                                  |

## 人員名單

### 足球部管理層及職員名單
| 位 置    | 名 稱 及 國 籍 |
| -------- | -------------- |
| 教 練 團 |                |
| 主教練： | 趙覺超         |

### 離隊職球員 （2021-2022球季）
| 國籍                       | 球員名字                           | 位置       | 出生日期       | 加盟球會     |
| 夏季轉會窗                 | 夏季轉會窗                         | 夏季轉會窗 | 夏季轉會窗     | 夏季轉會窗   |
| -------------------------- | ---------------------------------- | ---------- | -------------- | ------------ |
| 英格兰                     | 查理史葛（Charlie Scott）          | 中場       | 1997年9月2日   | 傑志         |
| 香港                       | 潘沛軒（Poon Pui Hin）             | 中場       | 2000年10月3日  | 傑志         |
| 奈及利亞                   | 羅拔奧度（Robert Ncha Odu）        | 前鋒       | 1999年4月30日  | 埃斯特馬度拉 |
| 香港                       | 葉卓文（Yip Cheuk Man）            | 後衞       | 2001年10月12日 | 晉峰         |
| 巴西                       | 盧斯安奴（Luciano Silva da Silva） | 後衛       | 1987年6月13日  | 冠忠南區     |
| 香港                       | 簡嘉亨（Jahangir Khan "Ka-Heng"）  | 前鋒       | 2000年10月3日  | 冠忠南區     |
| 香港                       | 林衍廷（Lam Hin Ting）             | 後衛       | 1999年12月9日  | 標準流浪     |
| 香港                       | 陳潤潼 （Chan Yun Tung）           | 後衛       | 2002年7月7日   | 標準流浪     |
| 香港                       | 余在言（Yu Jesse Joy Yin）         | 中場       | 2001年10月8日  | 標準流浪     |
| 香港                       | 楊迪麟（Yang Tik Lun）             | 中場       | 2002年8月13日  | 標準流浪     |
| 巴西                       | 米基爾（Mikael Severo Burkatt）    | 中場       | 1993年4月6日   | 東方龍獅     |
| 香港                       | 伍瑋謙（Ng Wai Him）               | 守門員     | 2002年6月30日  | 冠忠南區     |
| 香港                       | 林樂賢（Lam Lok Yin Jerry）        | 中場       | 2001年11月19日 | 東方龍獅     |
| 香港                       | 伍家揚（Ng Ka Yeung）              | 中場       | 2001年5月2日   | 東方龍獅     |
| 香港                       | 朱偉鈞 （Chu Wai Kwan）            | 前鋒       | 1999年2月9日   | 東方龍獅     |
| 香港                       | 翁煦濤 （Yung Hui To）             | 後衛       | 2000年3月11日  | 理文         |
| 香港                       | 蘇荻安（So Dick on）               | 中場       | 2002年2月4日   | 冠忠南區     |
| 香港                       | 鍾偉豪（Chung Wai Ho）             | 守門員     | 1990年11月17日 | 九龍城       |
| 香港                       | 屠俊翹（To Chun Kiu）              | 守門員     | 1994年7月17日  | 港會         |
| 香港                       | 謝家榮（Tse Ka Wing）              | 守門員     | 1999年9月4日   | 香港U23      |
| 香港                       | 袁世傑（Yuen Sai Kit）             | 前鋒       | 1999年12月19日 | 香港U23      |
| 香港                       | 黃智康（Wong Chi Hong）            | 前鋒       | 1999年1月25日  | 香港U23      |
| 香港                       | 黎培基（Lai Pui Kei）              | 中場       | 2001年12月30日 | 香港U23      |
| 香港                       | 陳煒軒（Chan Wai Hin Anthony）     | 中場       | 2001年1月19日  | 港會         |
| 香港                       | 張俊軒（Cheung Chun Hin Marco）    | 後衛       | 1999年1月7日   | 香港U23      |
| 香港                       | 黃浩然（Wong Ho Yin）              | 後衛       | 1998年1月12日  | 香港U23      |
| 非轉會窗時期(夏季轉會窗後) |                                    |            |                |              |
| 冬季轉會窗                 |                                    |            |                |              |
| 非轉會窗時期(冬季轉會窗後) |                                    |            |                |              |

## 歷任職球員名單

### 歷任教練
- 趙覺超：（2021年–2023年 ）
- 鮑家耀：（2019年–2021年）
- 岑國培：（2016年–2019年）
- 潘文迪：（2015年–2016年）
- 科士打：（2013年）
- 沙治奧：（2012年–2013年）
- 鄺曉明：（2009年–2012年）
- 羅繼華：（2007年–2008年）
- 列卡度：（2006年–2007年）
- 黃耀信：（2002年–2003年、2005年–2006年、2008年–2009年）
- 陳鴻平：（1997年–2002年、2003年–2005年）
- 梁帥榮：（1992年–1997年）
- 鄧柱盛：（1990年–1992年）
- 陳國雄：（1984年–1990年）

### 歷任隊長
- ：屠俊翹（2019年–2021年）
- ：陸冠邦（2018年–2019年）
- ：卓卓
- ：李偉文
- ：蔣世豪
- ：卡根洛夫
- ：高爾（英语：Martin Kuhl）
- ：梁帥榮

## 曾效力球員

### 本地球員
| 陳志康 | 陳銘剛 | 蔣世豪 | 張子鍵 | 張偉康   | 鍾健希 | 鄭禮騫   |
| 范俊業 | 馮振霆 | 郭裕洪 | 賴啟卓 | 黎柏勇   | 羅振邦 | 李培     |
| 李志豪 | 李圳業 | 李思明 | 李偉文 | 梁卓長   | 梁振邦 | 梁金輝   |
| 梁承傑 | 馬文俊 | 潘文迪 | 潘耀焯 | 沈國輝   | 沈國強 | 司徒文俊 |
| 唐建文 | 黃鎮宇 | 王景華 | 任煒雄 | 余浩邦   | 阮健文 | 楊立威   |
| 巢鵬飛 | 馮繼志 | 林俊生 | 凌琮   | 吳昊鵬   | 卓卓   | 亞古沙   |
| 賓曹   | 鄭兆聰 | 羅素   | 摩亞   | 亞歷斯祖 | 高梵   | 羅倫士   |
| 史提夫 | 朱柏和 | 盧德權 | 馬必雄 | 盛偉聯   | 曾廷輝 | 鄭潤如   |
| 鄧鴻昌 | 余國傑 | 吳炳南 | 林偉國 | 侯耀彬   | 王福榮 | 蔡滿祥   |
| 譚亞福 | 廖華智 | 黃偉德 | 黃志強 | 陳文順   | 陳鴻平 | 陳國雄   |
| 陳炳安 | 陳世九 | 陳樹明 | 陳雲岳 | 陳慶榮   | 張子岱 | 張子慧   |
| 蔡育瑜 | 鐘楚維 | 邱永成 | 馮志明 | 姜榮耀   | 黎新祥 | 劉榮業   |
| 梁帥榮 | 李亞倫 | 羅繼華 | 彭志棠 | 鄧柱盛   | 茹健德 | 張永良   |
| 黃文偉 | 梁能仁 | 張國強 |        |          |        |          |

### 外援球員
| 安度美斯 | 亞巴沙姆 | 亞哥斯達   | 馬拿斯   | 慕華     | 摩根     | 科士打   |
| 卡臣     | 卓真洛奇 | 漢尼迪     | 柏連奴域 | 巴古沙   | 馬希卡歷 | 阿拉烏蘇 |
| 奧利韋拉 | 法格拿   | 伊雲羅     | 奧利華拉 | 法比奧   | 盧比斯   | 列卡度   |
| S祖利亞  | 馬斯奧   | 丹尼臣     | 湯美     | 蒙迪路   | 曉高     | 華盛頓   |
| 奧拿里奧 | 米基爾   | 盧斯安奴   | 卡根洛夫 | 黃華實   | 杜智仁   | 魏克興   |
| 彭偉軍   | 黃光輝   | 鍾小健     | 林志樺   | 唐全順   | 李志堅   | 李世峰   |
| 王偉忠   | 黃偉雄   | 郭維維     | 李立新   | 湯樂普   | 陳偉强   | 王東寧   |
| 郭劍橋   | 隋維     | 寧辰       | 樊偉軍   | 李明     | 于洋     | 比拿斯   |
| 羅渣     | 伊托加   | 盧加路     | 沙沙麥斯 | 拉加度   | 韋夫     | 羅渣士   |
| 美奧     | 荷斯域   | 布林利     | 亞倫華度 | 麥士基   | 馬田     | 高爾     |
| 泰利     | 拜亞迪   | 米活       | 保羅活特 | 加夫利   | 摩根     | 英格利殊 |
| 查理史葛 | 沙華度   | 艾度古斯   | 加維蘭   | 禾達     | 友友     | 安東尼   |
| 大衛佐敦 | 基奧加   | 施斯       | 佩迪里   | 金日     | 保素域斯 | 柏堅     |
| 域陀     | 哥連斯   | 伊薩       | 羅拔奧度 | 艾迪比帝 | 艾斯     | 德普洛夫 |
| 禾哥夫   | 斯巴遜   | 比斯哥洛夫 | 文尼哥夫 | 馬端尼   | 馬堅     | 尼爾     |
| 麥哥     | 費格遜   | 麥當奴     | 史賓斯   | 麥堅尼斯 | 布力治   | 布朗奴   |
| 基夫     | 利馬查   | 力奇       | 摩域治   | 拉高域   | 甄馬田   | 占士     |
| 迪斯     | 佩利斯   | 哥連丹奴   |          |          |          |          |

## 外部連結
- 愉園體育會足球部 Facebook Page
- 愉園體育會 Happy Valley AA Facebook Page（已經停用） （页面存档备份，存于）
- 愉園足球隊官方部落（已經停用） （页面存档备份，存于）
- 香港足球總會網頁球會資料 （页面存档备份，存于）